# キャレン・アーレンベック
キャレン(カレン)・アーレンベック（Karen Keskulla Uhlenbeck, 1942年8月24日 - ）は、アメリカ合衆国の数学者。

## 略歴
オハイオ州クリーブランド出身。シカゴ大学、イリノイ大学アーバナ・シャンペーン校を経て、1988年からテキサス大学オースティン校で数学の教鞭を執っている。2007年にはハーバード大学から名誉博士号を授与された。彼女はマッカーサーフェローにも選ばれている。現在はブラウン大学の教授であるGeorgios Daskalopoulosを含む16人の博士課程の生徒を指導した。
アーレンベックは、1964年にミシガン大学から学士号を得、1968年にブランダイス大学から博士号を授与された。博士論文のタイトルは”Calculus of Variations and Global Analysis”だった。彼女の専門は、偏微分方程式、変分法、ゲージ理論、可積分系、ヴィラソロ代数、非線形波動、非線形シュレーディンガー方程式等である。

## 主な受賞歴
- 2000年 アメリカ国家科学賞
- 2007年 スティール賞独創的研究部門
- 2019年 アーベル賞[1]
- 2020年 スティール賞生涯の業績部門